# Rondo (muzică)
În muzica clasică rondoul (în franceză rondeau) este o formă muzicală⁠(d) instrumentală sau vocală, de origine franceză afirmată în muzica polifonică din secolul al XIII-lea și care se bazează pe alternanța unui refren muzical cu a unor cuplete⁠(d). Rondoul mai este și o formă muzicală intrumentală care a fost introdusă în perioada clasică.
Inițial refrenele se numeau ritornello cântându-se identic de fiecare dată. Schematic, un rondo se prezintă astfel:
unde A este refrenul, iar B, C, D sunt cupletele. Rondoul este o forma utilizată în general în ultimele acorduri ale sonatelor, simfoniilor sau concertelor.